# Intégrale de Kurzweil-Henstock
En mathématiques, et plus précisément en analyse, l'intégrale de Kurzweil-Henstock ou de Henstock-Kurzweil, (ou KH-intégrale, ou intégrale de jauge ou intégrale de Riemann complète) a été mise au point indépendamment dans les années 1950 par Jaroslav Kurzweil et Ralph Henstock (en) dans le but de présenter une théorie de l'intégration à peine plus compliquée à exposer que l'intégrale de Riemann, mais au moins aussi puissante que l'intégrale de Lebesgue. Elle est équivalente aux intégrales de Denjoy ou de Perron datant des années 1910, mais dont la présentation était assez lourde et qui étaient tombées en désuétude dans les années 1940.
Par rapport à l'intégrale de Lebesgue, la KH-intégrale présente l'avantage que toute fonction dérivée est intégrable, et qu'il n'est pas nécessaire d'introduire la notion d'intégrale impropre. Elle permet d'introduire dès les premières années de l'enseignement supérieur une intégrale dotée de théorèmes puissants et fort proche de l'intégrale de Lebesgue.

## Définitions
- Soit [a, b] un segment réel. On appelle subdivision marquée (ou pointée) de [a, b] tout couple de familles finies de points (x0, x1, … , xn) et (t1, t2, … , tn) telles que{\displaystyle a=x_{0}<x_{1}<...<x_{n}=b\quad {\mbox{et}}\quad \forall i\in \{1,\dots ,n\},~x_{i-1}\leqslant t_{i}\leqslant x_{i}.}On dit que ti marque (ou pointe) le segment [xi–1, xi].
- Si δ est une fonction définie sur [a, b] à valeurs strictement positives, on dit que δ est une jauge (sur [a, b]), et la subdivision est dite δ-fine si[5],[6]

Un théorème important, le lemme de Cousin, est fréquemment utilisé dans la théorie de la KH-intégration ; il affirme que, quelle que soit la jauge choisie, il existe des subdivisions marquées plus fines que cette jauge. 
- Une fonction f bornée ou non sur un segment [a, b], à valeurs réelles ou complexes, est intégrable au sens de Kurzweil-Henstock (ou KH-intégrable), d'intégrale A, si[7] : pour tout ε > 0, il existe une jauge δ telle que, pour toute subdivision marquée ((xi), (ti)) δ-fine, on a :
{\displaystyle \left|\sum _{i=1}^{n}(x_{i}-x_{i-1})f(t_{i})-A\right|\leqslant \varepsilon }. Le nombre A est alors unique et s'appelle l'intégrale de f sur [a, b]. On la note alors {\displaystyle \int _{a}^{b}f(t)\mathrm {d} t.}
- La quantité {\displaystyle \sum _{i=1}^{n}(x_{i}-x_{i-1})f(t_{i})} s'appelle somme de Riemann de f relativement à la subdivision marquée choisie.

On remarque que si l'on prend des jauges δ constantes, on retrouve la définition de l'intégrale de Riemann. La KH-intégrale consiste à remplacer ces jauges constantes par des jauges variables. 
- Dans le cas où f est définie sur un intervalle I qui n'est pas un segment, on dit que f est KH-intégrable d'intégrale A, si[8], pour tout ε > 0, il existe une jauge δ sur I et un segment [a, b] inclus dans I tels que, pour toute subdivision marquée ((xi), (ti)) δ-fine d'un segment inclus dans I et contenant [a, b], on a :
{\displaystyle \left|\sum _{i=1}^{n}(x_{i}-x_{i-1})f(t_{i})-A\right|\leqslant \varepsilon .}

## Propriétés
- L'ensemble des fonctions KH-intégrables forme un espace vectoriel ordonné et l'intégrale est une forme linéaire positive sur cet espace.
- Sur un segment, toute fonction Riemann-intégrable est KH-intégrable (et de même intégrale)[9].
- La notion d'intégrale impropre est inutile avec la KH-intégrale. En effet, d'après le théorème de Hake[10],[11] :Une fonction f définie sur un intervalle I = (a, b) (non nécessairement borné, et ne contenant pas nécessairement a ni b) est KH-intégrable sur I si et seulement si elle l'est sur tout segment [c, d] inclus dans ]a, b[ et si la limite {\displaystyle \lim _{c\to a^{+},d\to b^{-}}\int _{c}^{d}f(t)\,\mathrm {d} t} existe et est finie. Son intégrale sur I est alors égale à cette limite.On en déduit par exemple (à l'aide du point précédent) :
  - sur le segment [0, 1], la fonction x ↦ 1/√x si x ≠ 0 et 0 ↦ 0 (non Riemann-intégrable car non bornée) est KH-intégrable ;
  - sur ]0, +∞[, la fonction x ↦ sin x/x est KH-intégrable (d'intégrale π/2 : il s'agit de l'intégrale de Dirichlet) et sa valeur absolue ne l'est pas.
- Le second théorème fondamental de l'analyse s'exprime comme suit[12] :Si F est une primitive généralisée[13] de f sur [a, b], alors f est KH-intégrable et {\displaystyle \int _{a}^{b}f(t)\,\mathrm {d} t=F(b)-F(a).}
- Le premier théorème fondamental de l'analyse s'exprime comme suit[14] :Si f est KH-intégrable sur [a, b], alors la fonction {\displaystyle F:x\mapsto \int _{a}^{x}f(t)\,\mathrm {d} t} est continue et admet presque partout une dérivée égale à f.Il en résulte que f est Lebesgue-mesurable[15], comme limite presque partout de la suite de fonctions continues x ↦ n(F(x + 1/n) – F(x))[16].
- Une fonction f est Lebesgue-intégrable si et seulement si f et | f | sont KH-intégrables, et les deux intégrales de f (au sens de Lebesgue et au sens de Kurzweil-Henstock) sont alors égales[17]. En particulier, pour les fonctions positives, la Lebesgue-intégrabilité et la KH-intégrabilité sont équivalentes. Une partie de ℝ est donc Lebesgue-mesurable et de mesure de Lebesgue finie si et seulement si sa fonction caractéristique est KH-intégrable. Par exemple :
  - la fonction de Dirichlet (valant 1 sur les rationnels et 0 sur les irrationnels, et qui n'est pas localement Riemann-intégrable) est Lebesgue-intégrable et donc KH-intégrable (d'intégrale nulle).
  - si V est une partie non mesurable de [0, 1], sa fonction caractéristique 1V, positive et non Lebesgue-mesurable, n'est pas KH-intégrable (donc 1V – 1[0, 1]\V = 21V – 1[0, 1] non plus).
- Le théorème de convergence monotone et le théorème de convergence dominée sont vrais avec la KH-intégrale. Ce dernier se déduit d'un théorème de convergence encadrée, plus fort car il permet de traiter le cas de fonctions dont la valeur absolue n'est pas intégrable[18].